# XII. Dávid grúz király
XII. Dávid (Tbiliszi, Grúzia, 1767. július 1. – Szentpétervár, Oroszország, 1819. május 13.) 1800–1801 között Grúzia és Kaheti utolsó királya.
1800-ban lépett Grúzia trónjára apja, XII. György utódjaként. 1801-ben az oroszok elfoglalták a Grúz Királyságot, így Dávid volt az ország utolsó királya. Ötvenkettedik életévében hunyt el 1819 tavaszán.